# Copa do Mundo de Esqui Alpino de 2008
A Copa do Mundo de Esqui Alpino de 2008 foi a 42ª edição dessa competição que se encerrou no dia 15 de março de 2008.
O campeão no masculino foi Bode Miller, enquanto que no feminino a vencedora foi a americana Lindsey Vonn.